# Газиадис, Анастасиос
Анастасиос Газиадис (греч.  Αναστάσιος Γαζιάδης, 1855, Константинополь, Османская империя — 1931, Пирей, Греция) — один из наиболее известных греческих фотографов конца XIX начала XX веков.

## Биография
Газиадис родился в Константинополе в 1855 году (по другим сведениям в 1853 году).
Учился военной фармацевтике, но прервал учёбу для службы в османской армии.
После демобилизации в 1880 году уехал в Греческое королевство.
Работал с уличным фотографом Панайотопулосом, который посвятил его в искусство фотографии.
В 1882 году Газиадис открыл в Пирее первое большое художественное ателье в регионе греческой столицы.
Сохранилось множество семейных фотографий снятых в его ателье, а также множество фотографических пейзажей.
Газиадис первым в Греции занялся рекламной фотографией и, одновременно, занимался некоммерческой фотографией, фотографируя здания.
Получив известность, Газиадис стал, вместе с Солоном Ватисом, фотографом королевской семьи.
Начиная с 1895 года, когда он фотографировал зашедший в Пирей немецкий крейсер «Гайзенау» (SMS Gneisenau), Газиадис стал специализироваться на фотографиях греческих и иностранных военных корабоей и их экипажей.
Газиадис, вместе с братьями Ромаидисами и Солоном Ватисом, был в числе профессиональных греческих фотографов освещавших Первую Олимпиаду современности в Афинах в 1896 году.
В 1910 году он открыл своё второе фотоателье в Афинах.
С началом Балканских войн в 1912 году, Газиадис снял ряд, ставших историческими, фотографий эскадр и отдельных кораблей флота, а также трофейных турецких кораблей.
Особенную ценность представляют два фотографических альбома Газиадиса эпохи Балканских войн, принадлежавших адмиралу Софоклу Дусманису.
Альбомы хранятся сегодня в Морском музее Греции и содержат фотографии греческого флота на его базе в Саламине, а также фотографии обстрела кораблями флота турецкого порта Дедеагач.
Своё пирейское фотоателье Газиадис закрыл в 1914 году.
В период Первой мировой войны и Малоазийского похода (1919—1922) он работал в основном в тылу, снимая особ королевской семьи посещающих раненных и т.д.
Анастасиос Газиадис умер в Пирее в 1931 году.

## Династия Газиадисов в греческой фотографии и кинематографе
Все четверо сыновей Анастасиоса Газиадиса в той или иной мере продолжили работу профессию отца.
Димитриос Газиадис учился фотографии в Германии. Получив здесь опыт работы в качестве кинематографиста, он стал впоследствии одним из первых кинорежиссёров немого Греческого кинематографа, а также одним из первых греческих документалистов и автором одного из первых военных заказных пропагандистcких фильмов в истории греческого кинематографа.
Константин Газиадис стал кинооператором и систематически изучал развитие кинематографа в США.
Вместе с братом Михаилом, Димитриос и Константин Газиадисы основали в Афинах одну из первых греческих кинокомпаний, под именем «Даг Фильм» («Dag Film» Co Α.Ε. Αφοι Γαζιάδη).
Младший сын Анастасиос, погиб в 1932 году в автодорожном происшествии в Афинах.